# Pseudocarabodes xenus
Pseudocarabodes xenus är en kvalsterart som beskrevs av Sandór Mahunka 1991. Pseudocarabodes xenus ingår i släktet Pseudocarabodes och familjen Carabodidae. Inga underarter finns listade i Catalogue of Life.